# Piotr z Sebasty
Piotr z Sebasty, cs. Swiatitiel Pietr, jepiskop Siewiestii Armianskoj (ur. ok. 340 w Cezarei w Kapadocji, zm. ok. 391 lub 392 w Sebaście) – biskup Sebasty (dzisiejsze Sivas w Turcji), święty Kościoła katolickiego i prawosławnego, Wyznawca.

## Życiorys
Piotr pochodził z chrześcijańskiej i religijnej rodziny. Jego rodzice: Emilia  z Cezarei i Bazyli oraz bracia Bazyli Wielki, Grzegorz z Nyssy i Makryna Młodsza zostali również wyniesieni na ołtarze. Po wczesnej śmierci ojca Makryna opiekowała się młodszym rodzeństwem wywierając na nich duży wpływ. Od dzieciństwa bowiem wychowywała ją matka, która wpajała jej zasady bogobojności i znajomość Pisma Świętego.
W 370 roku Piotr przyjął z rąk brata św. Bazylego święcenia kapłańskie. Biskupem Sebasty został ok. 380 roku.
Jego wspomnienie liturgiczne w Kościele katolickim obchodzone jest 9 stycznia za Martyrologium Rzymskim w którym umieścił go Cezary Baroniusz.
Cerkiew prawosławna wspomina świętego biskupa 9/22 stycznia, tj. 22 stycznia według kalendarza gregoriańskiego.
Nie należy mylić Świętego z innym św. Piotrem wspominanym 26 marca w Martyrologium Hieronimiańskim o którym wzmiankował Grzegorz z Nazjanzu, przyjaciel ze studiów Bazylego Wielkiego.